# プブリウス・ウァレリウス・ファルト
プブリウス・ウァレリウス・ファルト（ラテン語: Publius Valerius Falto、生没年不詳）は紀元前3世紀中期の共和政ローマの政治家・軍人。紀元前238年に執政官（コンスル）を務めた。

## 出自
パトリキ（貴族）であるウァレリウス氏族の出身。ウァレリウス氏族の伝説的な祖先は、ロムルスとローマを共同統治したティトゥス・タティウスと共にローマに移住したサビニ人とされている。その子孫であるプブリウス・ウァレリウス・プブリコラは共和政ローマの建国者の一人で最初の執政官である。その後ウァレリウス氏族は継続的に執政官を輩出してきた。
父のプラエノーメン（第一名、個人名）はクィントゥス、祖父はプブリウスである。コグノーメン（第三名、家族名）であるファルトは、エトルリアに起源があると思われる。祖父のコグノーメンはプブリコラ（またはポプリコラ）で、父がファルトを名乗ったと思われるが、父に関する情報は無い。紀元前239年の執政官クィントゥス・ウァレリウス・ファルトとは兄弟である。

## 経歴
現存するファルトに関する最初の記録は、紀元前238年に執政官に就任した際のものである。前年の執政官の一人は兄弟のクィントゥスであり、おそらくは彼の選挙に協力したものと思われる。同僚執政官はティベリウス・センプロニウス・グラックスであった。
ファルトは、キサルピナ・ガリア（アルプスの南側のガリア人）との戦争を指揮した。最初の戦闘ではガリアが勝利し、ローマは兵3,500を失った。しかし、二度目の戦闘ではローマが勝利、ガリア兵14,000が戦死し2,000が捕虜となった。しかし、最初の戦闘で敗北したため、ファルトは凱旋式を実施することは認められなかった。

## 参考資料
- カピトリヌスのファスティ
- オロシウス『異教徒に反論する歴史』

### 研究書
- Volkmann H. "Valerius Falto" // Paulys Realencyclopädie der classischen Altertumswissenschaft . - 1955. - Bd. VIII A, 1. - Kol. 1.
- Volkmann H. "Valerius" // Paulys Realencyclopädie der classischen Altertumswissenschaft . - 1948. - Bd. VII A, 1. - Kol. 2292-2296.
- Volkmann H. "Valerius 89" // Paulys Realencyclopädie der classischen Altertumswissenschaft . - 1948. - Bd. VII A, 1. - Kol. 2311.
- Volkmann H. "Valerius 154" // Paulys Realencyclopädie der classischen Altertumswissenschaft . - 1955. - Bd. VIII A, 1. - Kol. 2.
- Volkmann H. "Valerius 156" // Paulys Realencyclopädie der classischen Altertumswissenschaft . - 1955. - Bd. VIII A, 1. - Kol. 2.